# Акулиничев, Борис Акимович
Бори́с Аки́мович Акули́ничев (род. 31 октября 1939, Москва, СССР) — советский и российский режиссёр и художник-постановщик мультипликационных фильмов, художник-мультипликатор, художник-иллюстратор. Член Гильдии кинорежиссёров России.

## Биография
Борис Акулиничев родился 31 октября 1939 года в Москве.
В 1959—1960 учится на курсах художников—мультипликаторов при киностудии «Союзмультфильм».
В 1962—1968 учится на художественном отделении Московского полиграфического института.
С 1969 — ассистент художника-постановщика («Союзмультфильм»).
С 1970 — художник-постановщик, с 1975 — режиссёр и художник-постановщик на студии «Мульттелефильм» ТО «Экран».
В 1994—1999 работает на «Союзмультфильме».
Иллюстратор ряда книг.

## Фильмография

### Режиссёр
- 1975 — Кое-что о колесе
- 1976 — Сон автолюбителя
- 1979 — Олимпийский характер
- 1980 — Парусный спорт
- 1980 — Спортивная гимнастика
- 1980 — Тяжёлая атлетика
- 1982 — Борец
- 1984 — Бюро находок (фильм 4)
- 1984 — Скафандр
- 1985—1987 — «Рассказы о профессиях»:
  - 1985 — Повелители молний
  - 1986 — Каменные музыканты
  - 1987 — Молочный Нептун
  - 1987 — Помощники Гефеста
- 1988 — Колобок, колобок!..
- 1989 — Сестрички-привычки
- 1990 — Дверь в стене
- 1992 — Лягушка Пипа
- 1993 — Человек в воздухе
- 1994 — Приключения Дюймовочки
- 1997 — Погоня в космосе

### Сценарист
- 1993 — Человек в воздухе

### Художник-постановщик
- 1965 — Медвежонок на дороге
- 1967 — Гора динозавров
- 1969 — Вятская лошадка (ролик по заказу ЦТ)[1]
- 1970 — По собственному желанию (Фитиль № 97)
- 1970 — Сказка сказывается
- 1971 — Глухарь (Фитиль № 106)
- 1971 — Добился своего (Фитиль № 109)
- 1972 — Куда летишь, Витар?
- 1972 — Мы так не играем[1]
- 1972 — Плюс электрификация
- 1973 — Сказка о попе и о работнике его Балде
- 1974 — Как львёнок и черепаха пели песню
- 1978 — Мальчик и девочка
- 1978 — Мой приятель светофор
- 1979 — Стальное колечко
- 1979 — Микросюжеты
- 1982 — Бюро находок (фильм 1)
- 1982 — Бюро находок (фильм 2)
- 1983 — Бюро находок (фильм 3)
- 1993 — Человек в воздухе

### Художник-мультипликатор
- 1963 — Акционеры
- 1963 — Беги, ручеёк!
- 1965 — Приключения запятой и точки
- 1967 — Будильник
- 1969 — Винни Пух

## Выставки
- Выставка "Заяц, волк и другие": творчество Светозара Кузьмича Русакова, также участвуют Инесса Ковалевская, Леонид Шварцман, Борис Акулиничев и Московский Музей Анимации.[2]